# Wilhelm Schickard
Wilhelm Schickard (Herrenberg, 22 de abril de 1592 — Tübingen, 24 de outubro de 1635), polímata alemão, foi professor de hebraico e Astronomia na Universidade de Tübingen, onde estudou até 1613 e cursou Teologia e Línguas Orientais.
Em 1613 foi nomeado Ministro Luterano, cargo que ocupou até 1619, quando passou a exercer o de professor de Hebraico na Universidade de Tübingen, onde lecionou tanto o hebraico quanto aramaico. Em 1631 passou a lecionar Astronomia.
Inventou numerosas máquinas, como por exemplo uma para o cálculo de datas astronômicas e outra para gramática hebraica. Outro campo onde realizou progressos foi na cartografia, onde mostrou como produzir mapas muito mais exatos que os disponíveis na época.
Foi hábil entalhador de madeira e renomado gravador de placas de cobre.
Bem antes de Blaise Pascal e Leibniz, Schickard é considerado como o primeiro a construir uma máquina de calcular mecânica (utilizada por Johannes Kepler), em 1623, capaz de realizar as 4 operações básicas com números de seis dígitos e indicar um overflow através do toque de um sino. Foram encontradas algumas cartas suas enviadas a seu a amigo Kepler em 1624, acompanhadas de vários esboços, onde explica o desenho e o funcionamento de uma máquina que havia construído e que que chamou de “relógio calculador”. Explicava nela que havia mandado construir um exemplar da máquina para ele, mas que fora destruída em um misterioso incêndio noturno ocorrido em sua casa, juntamente com alguns outros pertences. Os esboços do desenho estiveram perdidos até o século XIX, e em 1960 finalmente foi construída a primeira réplica que funcionava como a original.
Morreu acometido de peste em 24 de outubro de 1635.
A cratera Schickard, na Lua, foi assim chamada em sua homenagem.